# Heliga Treenighetens votivstaty

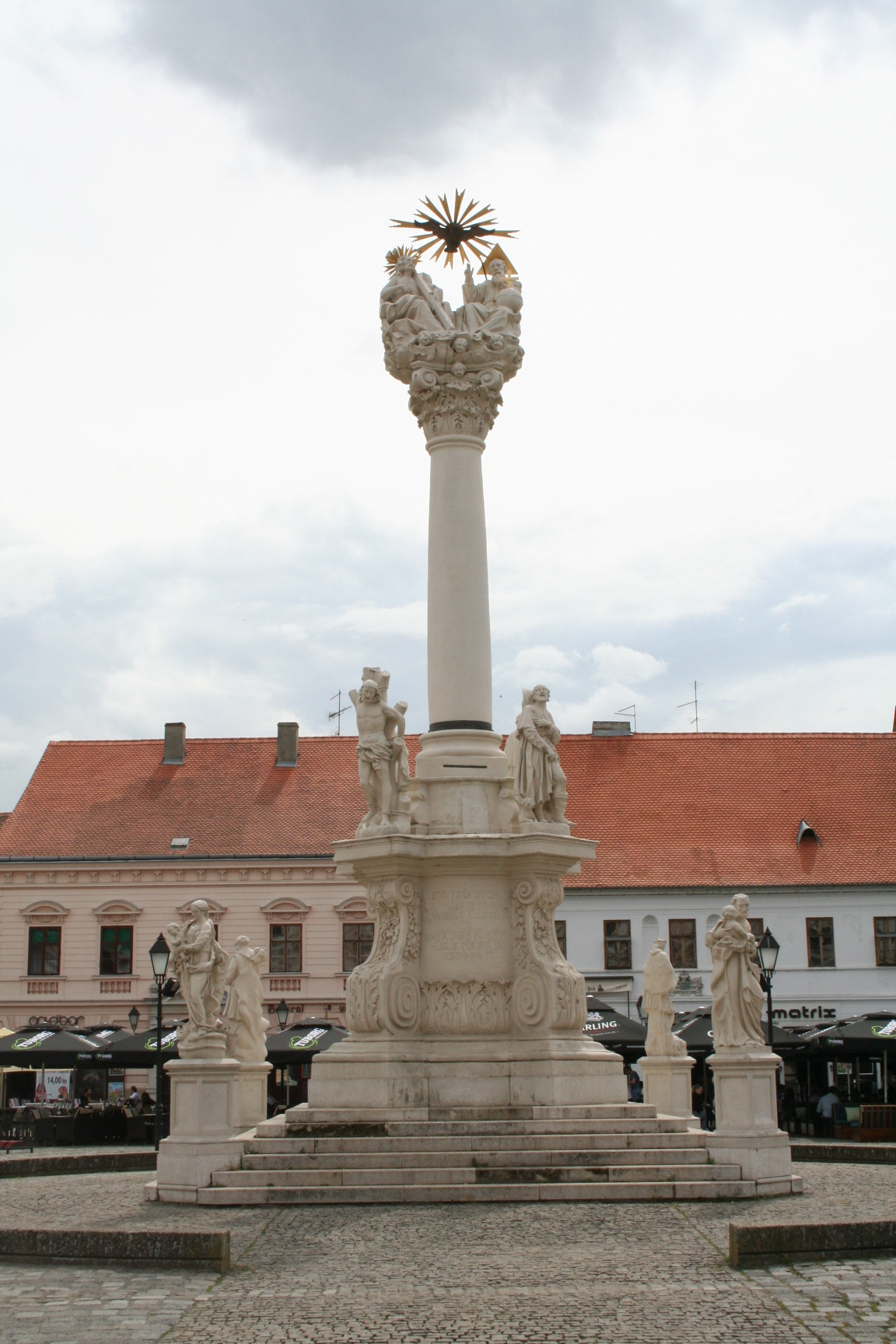
Heliga Treenighetens votivstaty år 2015.

Heliga Treenighetens votivstaty (kroatiska: Zavjetni kip Presvetog Trojstva) eller Pestkolonnen (Kužni pil) är en staty i Osijek i Kroatien. Den bär stildrag från barocken och är belägen centralt på Heliga Treenighetens torg i Tvrđa.

## Historik
Pestkolonnen i Osijek uppfördes åren 1729–1730 som en votivgåva. Bruket att uppföra sådana kolonner var vanligt förekommande i 1600- och 1700-talets Europa. Votivstatyn i Osijek finansierades av friherrinnan Marija Ana Petraš, änka till husargeneralen och vice marskalken Maksimilijan Petraš, vilket även framgår av inskriptionen på statyns sockel.

## Beskrivning
Heliga Treenighetens votivstaty är uppförd i barockstil och åtminstone dess äldre del brukar tillskrivas skulptören Joseph Gerrup som var från Maribor men som vid statyns tillkomst bodde i den då österrikiska garnisonsstaden Osijek. 
Votivstatyn har ett typiskt ikonografiskt schema. På toppen av statyns pelare representeras den heliga Treenigheten av två stenskulpturer föreställande Gud och Kristus samt en duva med gloria som symboliserar Den helige ande. Pelaren står på en sockel utsmyckad med fem skulpturer föreställande Sankt Sebastian, Sankt Rochus, sankt Carlo Borromeo, Sankt Frans Xavier och Sankta Rosalia som bland annat vördas som skyddshelgon mot pesten. År 1784 tillkom ytterligare fyra skulpturer. Dessa står på podier och föreställer Sankt Josef, Jungfrun av den obefläckade avlelsen, Sankta Katarina och Sankt Johannes Nepomuk. Dessa hade tidigare varit utsmyckningar vid den västra och södra porten till Tvrđa.  
Av de latinska inskriptionerna på statyns sockel framgår bland annat årtalet då statyn restes (1729–1730) samt årtalen då den har restaurerats (1829 och 1867).